# Cryptophagus
Cryptophagus är ett släkte av skalbaggar som beskrevs av Herbst 1792. Cryptophagus ingår i familjen fuktbaggar.
Kladogram enligt Catalogue of Life och Dyntaxa:

## Bildgalleri

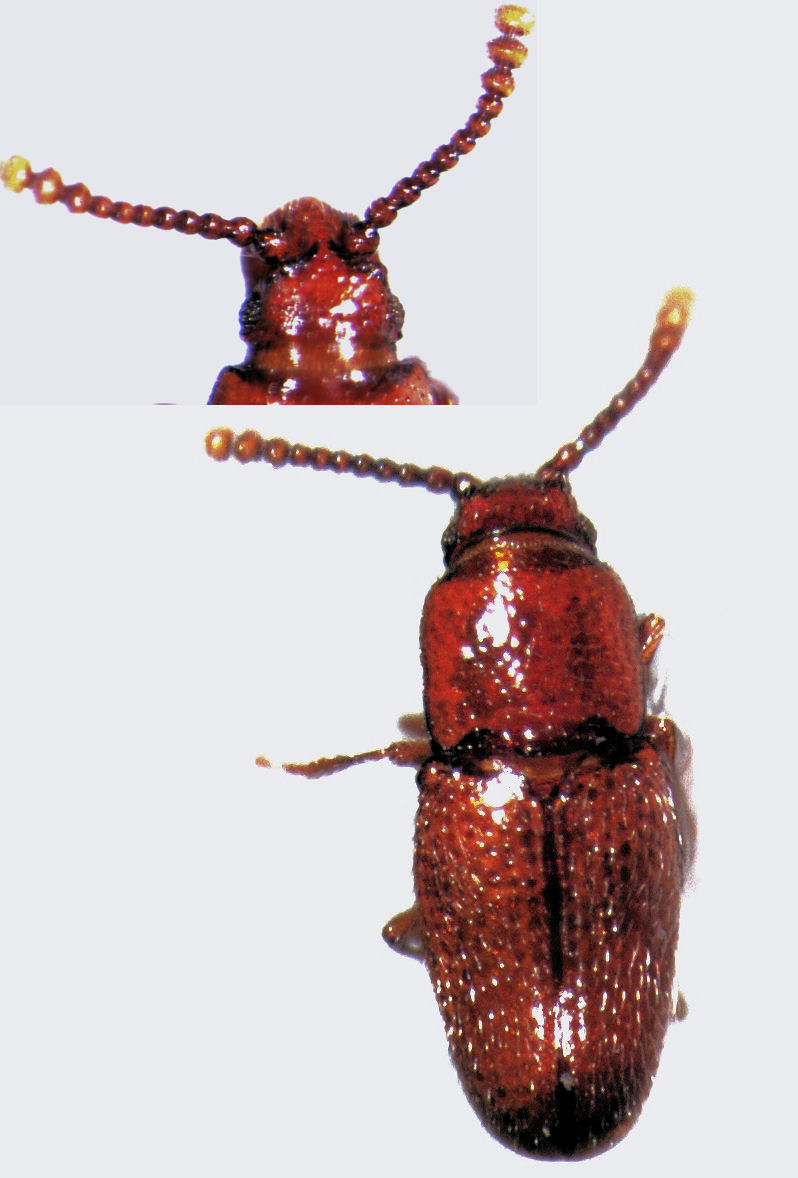
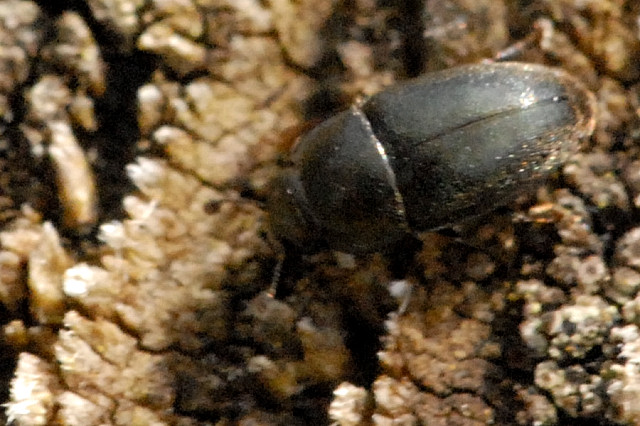
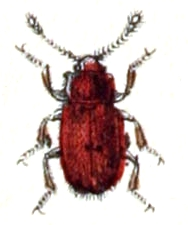
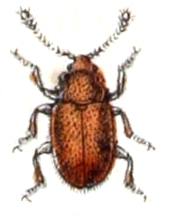
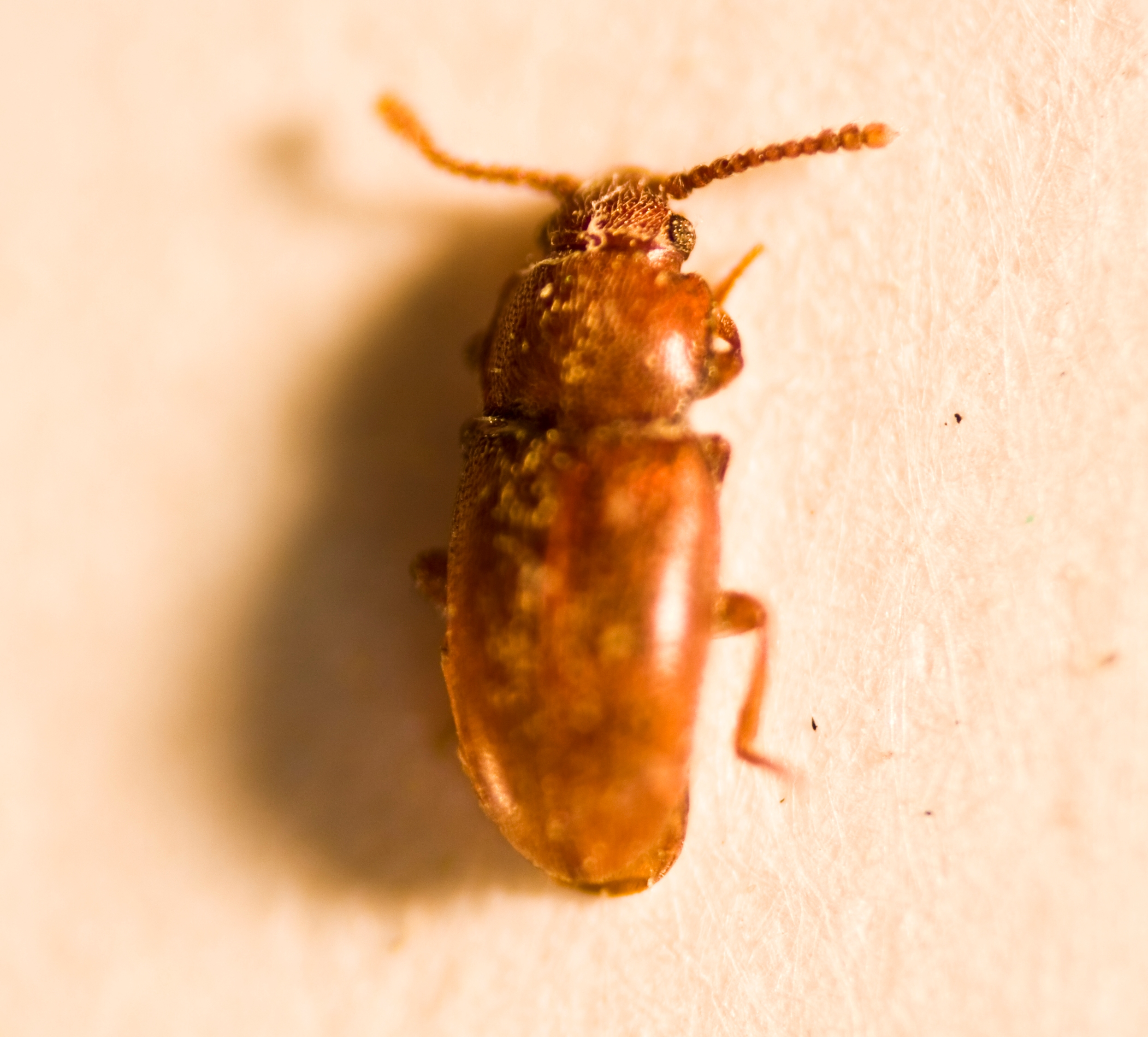